# Melicope obovata
Melicope obovata är en vinruteväxtart som först beskrevs av St. John, och fick sitt nu gällande namn av T.G. Hartley & B.C. Stone. Melicope obovata ingår i släktet Melicope och familjen vinruteväxter. IUCN kategoriserar arten globalt som utdöd. Inga underarter finns listade i Catalogue of Life.